# バーレーン料理

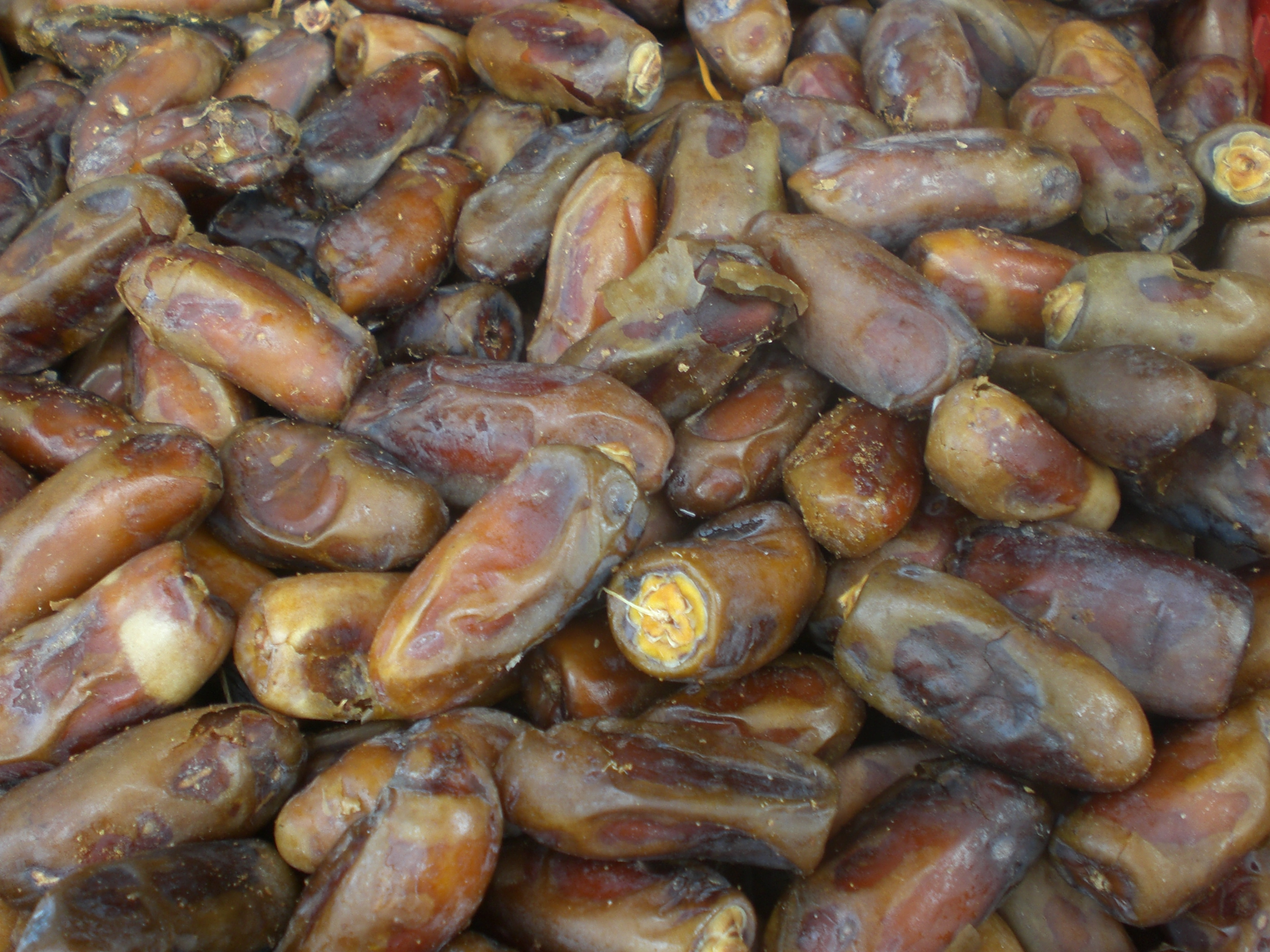
乾燥させたデーツ

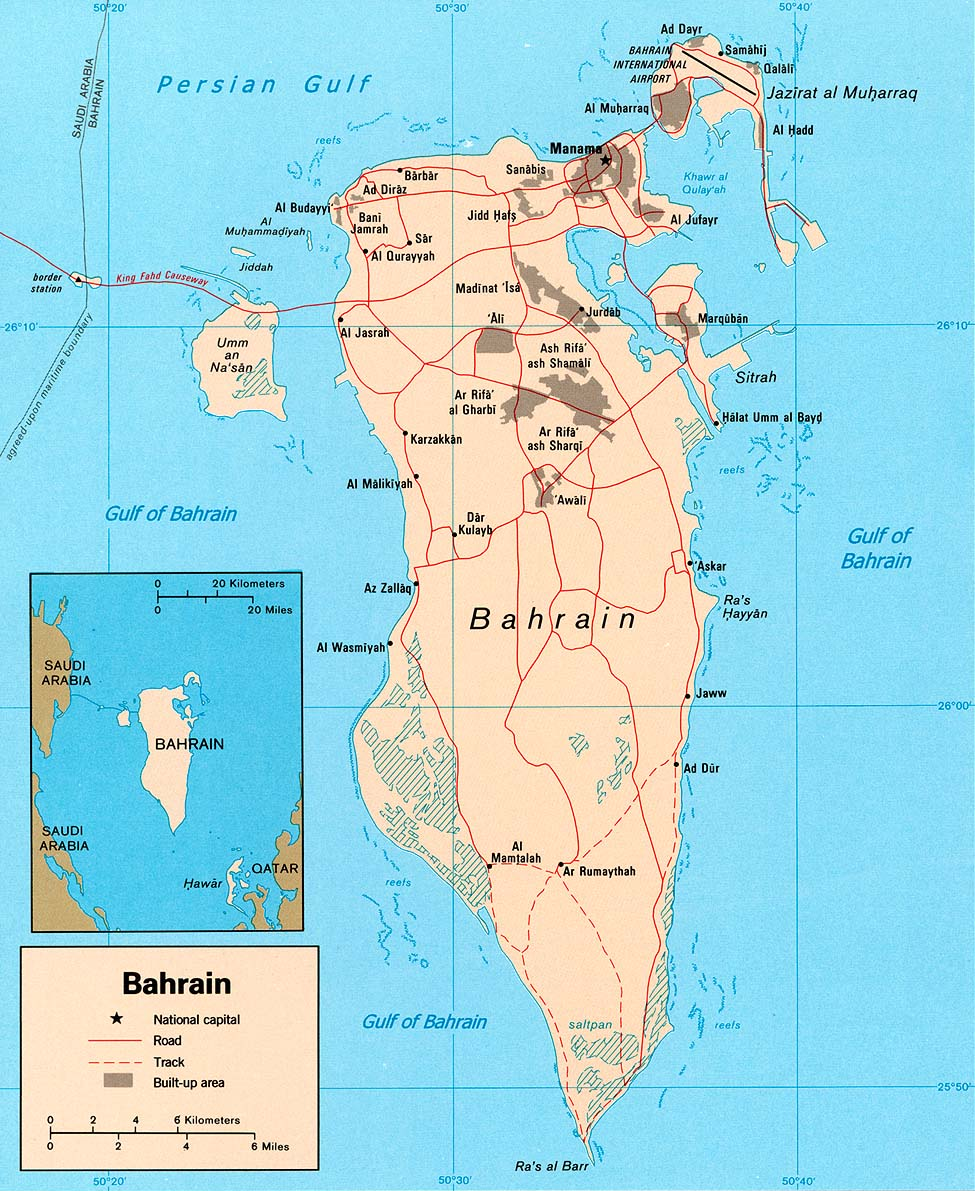
バーレーンの行政区画地図、2003年

バーレーン料理 (英語: Bahraini cuisine) はバーレーンで主に食されている料理である。バーレーンは周りをペルシア湾に囲まれている小さな島であり、国土が狭いため食料自給率は低く、食料の多くを外国から輸入している。食卓に上る主な食材としては、デーツ、バナナ、柑橘類、ザクロ、マンゴー、キュウリ、トマト等がある。畜産に利用できる国土が限られているバーレーンでは数千頭のヤギやヒツジしか飼育されていないため、魚やエビを中心とした魚介類の料理が発達している。

## 主菜と食材
バーレーン料理に必須の食材は肉、魚、米、デーツなどである。伝統料理の一つに肉や魚を米と共に供する料理マチュブース (アラビア語: مجبوس) がある。他に有名な料理としてはムハンマル (アラビア語: محمر) があり、これはデーツもしくは砂糖を加えた甘い米料理である。バーレーン人はひよこ豆の生地を丸めて揚げたファラーフェル（فلافل）や、縦型の回転肉焼き器で焼いた羊肉や鶏肉をそぎ切りにし、ホブズに包んで供する料理シャーワルマー（شاورما）など他のアラブ料理も好んで食べる。伝統的な菓子としては、サンブーサクやその他の焼き菓子、揚げ菓子などがある。
バーレーンの料理でもう一つ特筆すべき点はペルシア湾でとれた新鮮な魚料理が多く出される点である。最も人気の高い魚はハームール (アラビア語: هامور、ハタ) であり、焼く、揚げる、蒸すなどの調理をして食する事が多い。他に人気のある魚介類としてはサーフィー (アラビア語: صافي、アイゴ)、チャナアド (アラビア語: شنعد、サバ)、ソベイティー (アラビア語: صبيطي、ブリーム) などがある。多くの場合、魚は米と共に食する。
クーズィー (アラビア語: قوزي、グーズィーとも表記) は子羊に米、ゆで卵、タマネギ、香辛料などを詰めて焼いた料理である。伝統的な平パンはホブズ (アラビア語: خبز) と呼ばれ、特製のオーブンで焼く大型の平パンである。ホブズを焼く数多くのパン屋が国中に点在している。ホブズはマヒヤーワ （مهياوة）という、アンチョビと香辛料から作られる魚醤とともに供される事が多い。

## 飲料
バーレーンでガフワ (アラビア語: قهوة) と呼ばれるコーヒーは伝統的にもてなしの一部として客人に出される。バーレーンのコーヒーは通常ダッラ (アラビア語: دلة) と呼ばれるコーヒーポットに注がれた後、フィンジャーン (アラビア語: فنجان) と呼ばれるコーヒー専用の小さなカップに入れて供される。

## デザート
バーレーンの伝統料理において最も人気の高いデザートは、ムハッラクの老舗ショウェイテルの作るハラーワ・ショウェイテル (حلاوة شويطر）である。コーンスターチとサフラン、様々なナッツ類を使用して作られるゼリーのようなハルヴァで、ペルシャ湾岸の他の国ではハラーワ・バハレイニー（バーレーンのハルヴァ）と呼ばれる。

## 喫茶店
伝統的に、タバコに甘味や香りをつけたシーシャ (アラビア語: شيشة) (水タバコ) は多くのバーレーン人が愛用している。シーシャは多くのオープンカフェで供されており、地元の人々がシーシャを楽しみながらくつろぎ、談笑している光景がよく見られる。現代では、国外からの移住者も喫茶店でシーシャを楽しむ光景がよく見られる。